# Stay (I Missed You)
Stay (I Missed You) (englisch für Bleibe (ich habe dich vermisst)) ist ein Lied des US-amerikanische Musikerin Lisa Loeb, das im Mai 1994 erschien.

## Entstehung und Veröffentlichung
Getextet, komponiert und produziert wurde das Lied von der Interpretin Lisa Loeb selbst. Dei der Produktion erhielt sich Unterstützung durch Juan Patiño.
Die Erstveröffentlichung von Stay (I Missed You) erfolgte am 18. Februar 1994 bei RCA Records, als Teil des Soundtrackalbums zu Reality Bites (O.S.T.) (Katalognummer: 07863 66364 2). Am 16. Mai 1994 erschien das Lied als Singleauskopplung aus dem Album. Diese erschien unter anderem als 2-Track-CD-Single mit zwei verschiedenen Versionen des Liedes (Katalognummer: 62870-2) sowie als CD-Maxi-Single mit drei verschiedenen Versionen (Katalognummer: 74321212522).
Im Jahr 2023 spielte Loeb eine Interpretation des Liedes für ein Video, in dem die Rückkehr von Goldfischen mit Old Bay-Geschmack beworben wurde. Sie sagte, dass der ursprüngliche Titel zwar wertvoll für sie sei, sie sich aber nicht zu schade sei, ihn für unbeschwerten Humor zu verwenden.

## Hintergrund
Loeb wurde von dem Schauspieler und Freund Ethan Hawke entdeckt, der in einer Wohnung gegenüber von ihr in [New York City] lebte. Sie lernte Hawke durch gemeinsame Freunde in der New Yorker Theaterszene kennen. Loeb hatte bei ihren Shows "Stay" mit positiver Resonanz performt und Hawke gab dem Regisseur Ben Stiller während der Dreharbeiten zum Film Reality Bites ein Band mit Loebs Titel. Stiller stimmte daraufhin zu, das Lied im Film und auf dem Soundtrack des Films zu verwenden. Es trug zunächst den schlichten Titel "Stay" auf dem Soundtrack von Reality Bites.

## Musikvideo
Das Musikvideo zu Stay (I Missed You) entstand unter der Regie von Ethan Hawke. Es beginnt mit einer Katze auf einem Stuhl und zoomt dann zu Loeb (in einem waldgrünen Kleid und einer Hornbrille), die den Text singt, während sie in der leeren New Yorker Wohnung herumläuft. Es gibt zwei aufeinanderfolgende Kameraaufnahmen von Loeb in einer Wohnung. Gegen Ende des Musikvideos taucht die Katze (die Hawke gehörte) wieder auf, diesmal auf einer Fensterbank sitzend.

## Rezeption
In der Episode Die Hölle kommt nach Quahog aus Family Guy konnte man das Lied in einem kurzen Ausschnitt hören.

## Kommerzieller Erfolg

### Chartplatzierungen
| ChartsChartplatzierungen       | Höchstplatzierung | Wochen |
| ------------------------------ | ----------------- | ------ |
| Deutschland (GfK)              | 59 (13 Wo.)       | 13     |
| Vereinigte Staaten (Billboard) | 1 (30 Wo.)        | 30     |
| Vereinigtes Königreich (OCC)   | 6 (15 Wo.)        | 15     |

| ChartsJahrescharts (1994)      | Platzierung |
| ------------------------------ | ----------- |
| Vereinigte Staaten (Billboard) | 6           |
| Vereinigtes Königreich (OCC)   | 38          |

### Auszeichnungen für Musikverkäufe
| Land/Region                  | Auszeichnungen für Musikverkäufe (Land/Region, Auszeichnung, Verkäufe) | Verkäufe |
| ---------------------------- | ---------------------------------------------------------------------- | -------- |
| Vereinigte Staaten (RIAA)    | Gold                                                                   | 500.000  |
| Vereinigtes Königreich (BPI) | Gold                                                                   | 400.000  |
| Insgesamt                    | 2× Gold ·                                                              | 900.000  |

## Coverversionen
- 2007: New Found Glory (Album: From the Screen to Your Stereo, Part II)